# Léopold Wiener
Pour les articles homonymes, voir Wiener.
 (août 2017).
Si vous disposez d'ouvrages ou d'articles de référence ou si vous connaissez des sites web de qualité traitant du thème abordé ici, merci de compléter l'article en donnant les références utiles à sa vérifiabilité et en les liant à la section « Notes et références ».
Léopold Wiener, né le 2 juillet 1823 à Venlo et mort le 11 février 1891 à Bruxelles, est un sculpteur et médailleur belge.

## Biographie
Léopold Wiener reçoit une première formation artistique auprès de son frère, le médailleur Jacques Wiener, puis suit les cours de Guillaume Geefs à l'Académie royale des beaux-arts de Bruxelles
Il poursuit sa formation à Paris, à l'École des Beaux-Arts, auprès de Pierre-Jean David d'Angers et de Jacques-Jean Barre, graveur en chef de la Monnaie de Paris. Ce dernier eut une grande influence sur son œuvre et ses méthodes de travail.
Il entre à la Monnaie royale de Belgique, dont il devient le graveur en chef à la mort de Joseph-Pierre Braemt en 1861.

### Carrière politique
Pendant 20 ans (1872 - 1891) selon l'historique de la commune, Léopold Wiener fut le bourgmestre de la commune de Watermael-Boitsfort, dans la périphérie de Bruxelles, commune qui fait aujourd'hui partie de l'agglomération bruxelloise. On y nomma la place Léopold Wiener et l’avenue Léopold Wiener en son honneur.

### Œuvre
En dépit d'une polémique violente dans la presse déclenchée par certains de ses concurrents, Léopold Wiener remporte en 1847 un concours organisé par le ministère belge des Finances pour la création d'une nouvelle pièce de monnaie.
On lui doit la plupart des pièces en or et en argent produites par la monnaie belge dans la deuxième moitié du XIXe siècle. Il fut également consulté par différents gouvernements étrangers.
Il excelle principalement dans l'art de la médaille. Il travaille souvent en collaboration avec ses frères Jacques et Charles Wiener, également médailleurs. Il assiste Jacques, le frère aîné, pour la gravure et la production du premier timbre-poste belge.
En septembre 1859, il réalise une grande médaille de 8.5 cm. de diamètre à l'occasion de l'inauguration de la colonne du Congrès.  
En 1863, il réalise la statue des frères van Eyck à Maaseik.
Parmi ses disciples, on relève le nom de Charles Samuel.

## Galerie

Œuvres de Léopold Wiener
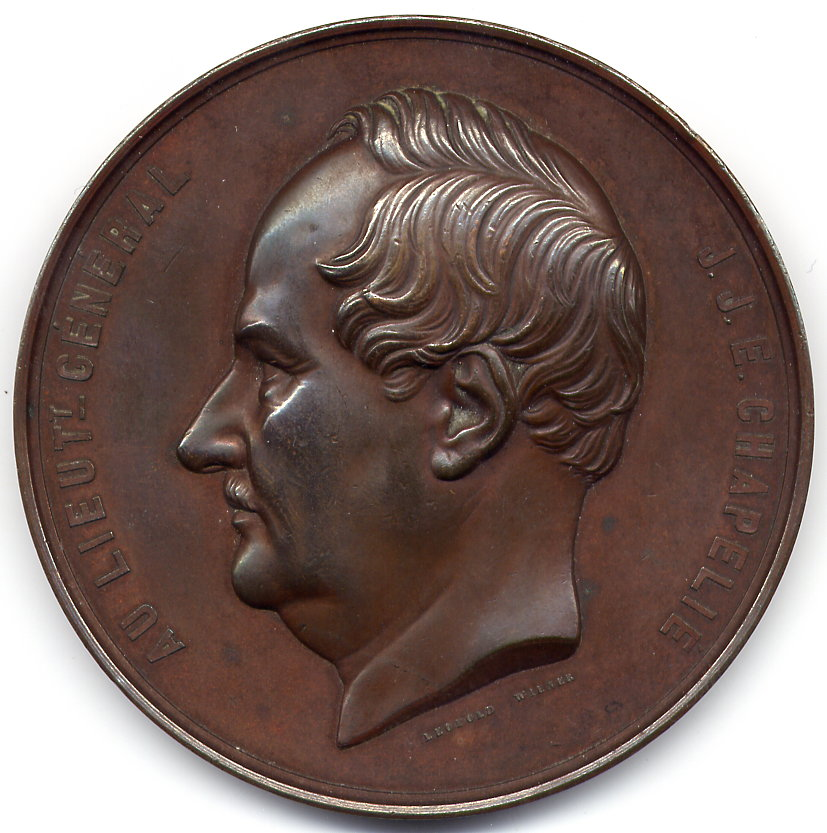
Le Général Jean Chapelié, 1859.
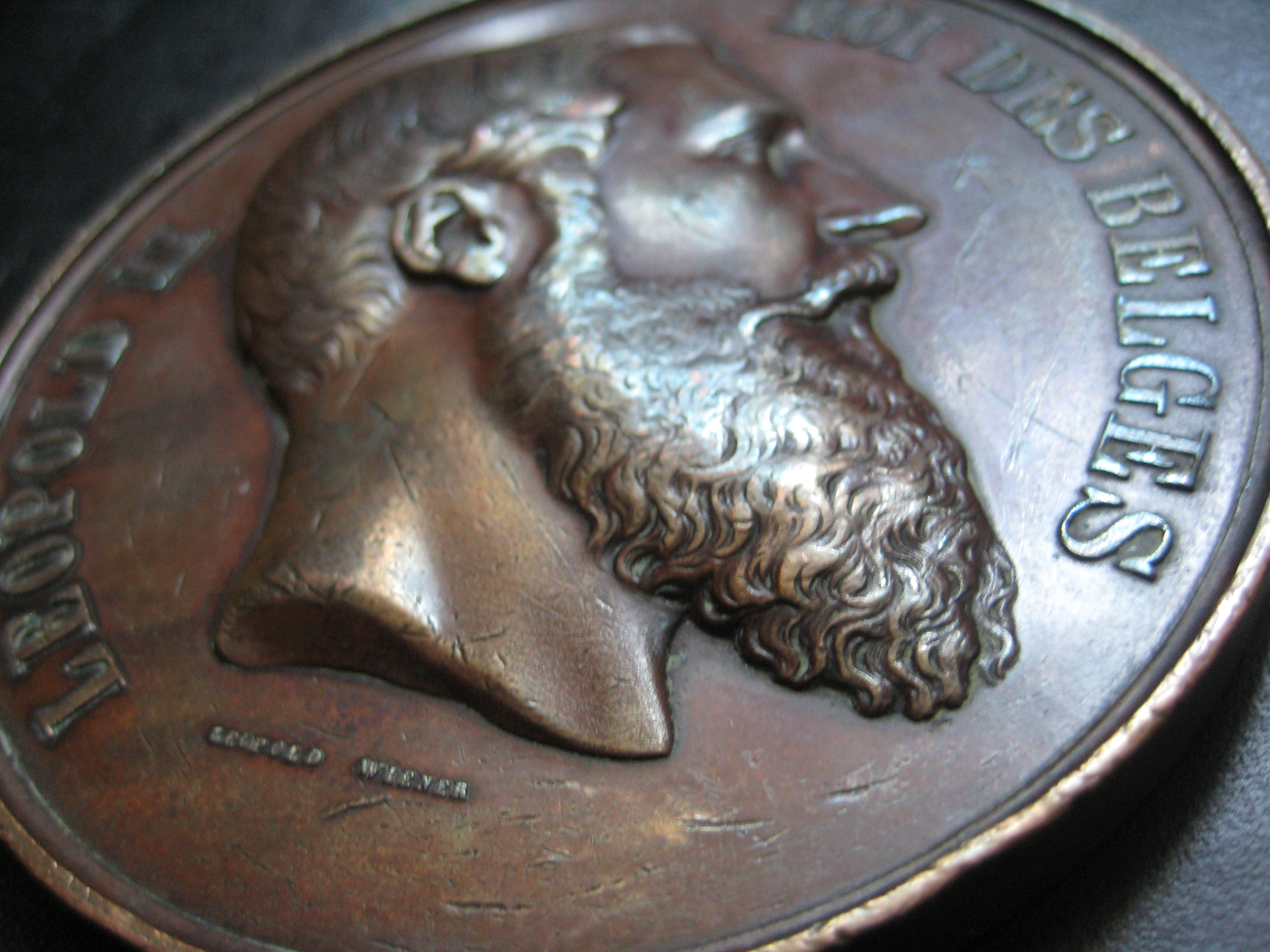
Léopold II, 1865, avers.
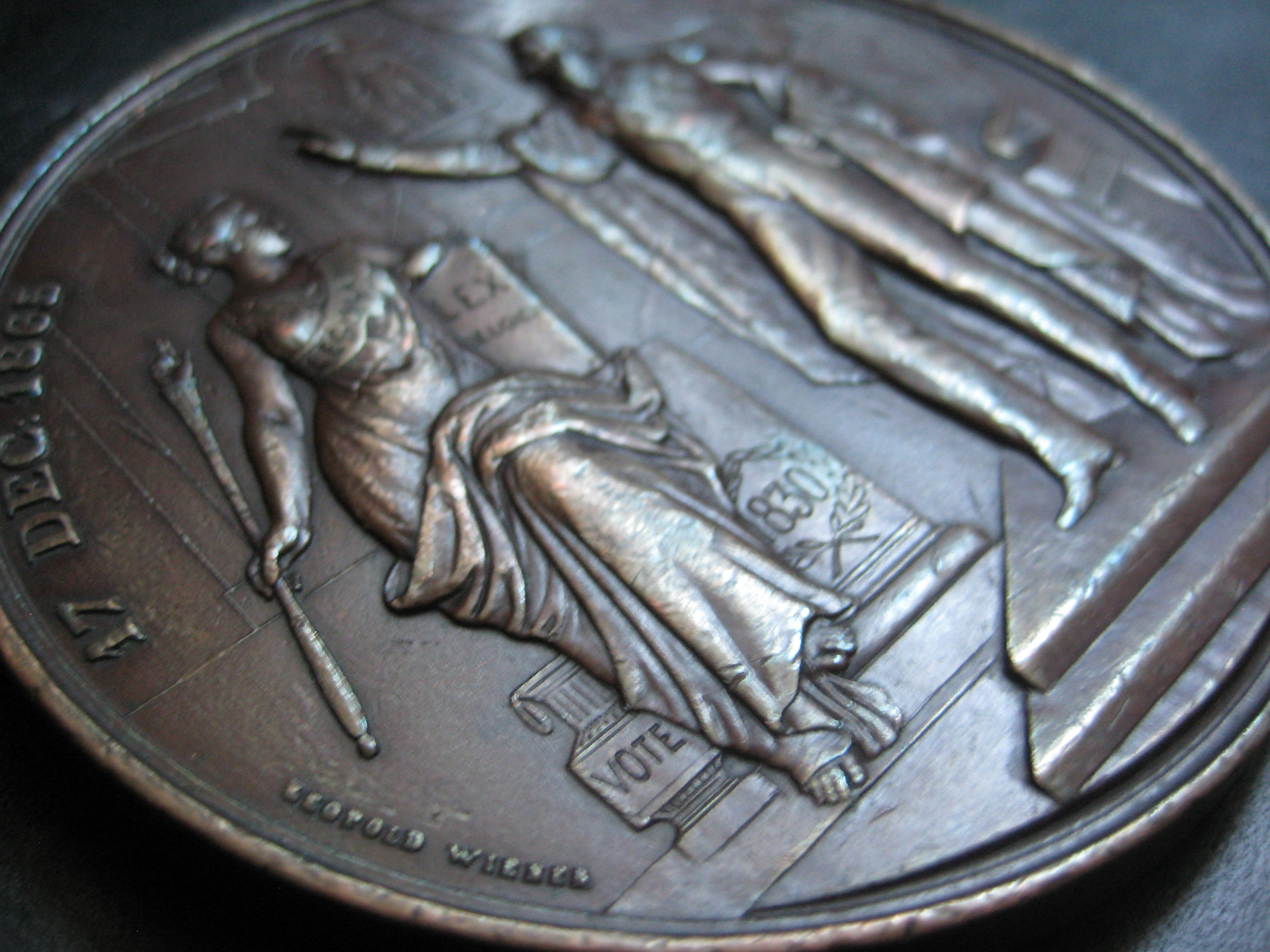
Léopold II, 1865, revers.
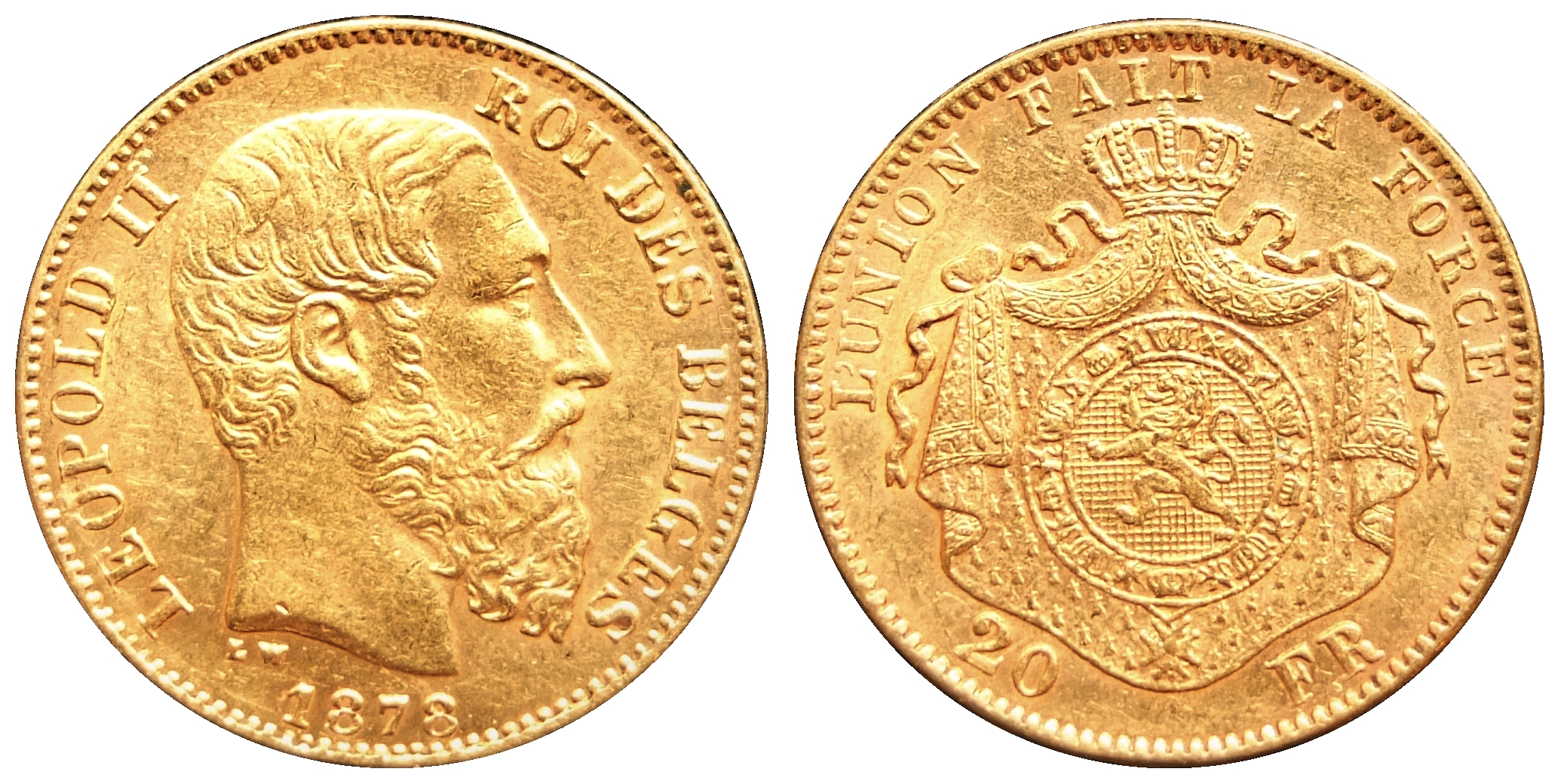
20 francs or de type courant, 1878.

## Honneurs
Léopold Wiener est :
- Commandeur de l'ordre de Léopold (4 mai 1881)[3].